# Горные вискачи
Горные виска́чи, или горные вискаши, или пушаки́ (лат. Lagidium) — род грызунов семейства шиншилловых. Своим внешним видом они напоминают кроликов с длинным хвостом, как у белок. Благодаря близкому родству возможно скрещивание с шиншиллами. Длина тела горных вискашей достигает 40 см, а хвоста — до 32 см, Вес до 1,6 кг. Обитают, как правило, на слабо заросших склонах Анд на высоте до 5 000 м. В дикой природе горные вискаши живут всего 3 года, а в неволе, при должном уходе, до 19 лет.

## Виды
- Перуанская вискаша (Lagidium peruanum)[5], или северная вискача[1]
- Горная вискаша (Lagidium viscacia)[5]. или южная вискача[1]
- Вискаша Вольффсона (Lagidium wolffsohni)[5], или вискача Вульфсона[1]
- Lagidium ahuacaense